# Епархия Джалпайгури
Епархия Джалпайгури (лат. Dioecesis Ialpaiguriensis) –   епархия Римско-католической церкви c центром в городе Джалпайгури,  Индия. Епархия Джалпайгури входит в митрополию Калькутты. Кафедральным собором  епархии Джалпайгури является собор Христа Спасителя.

## История
17 января 1952 года Римский папа Пий XII выпустил буллу Nullam sibi, которой учредил епархию Джалпайгури, выделив её из епархии Динаджпура. 

## Ординарии епархии
- епископ Amerigo Galbiati (20.03.1952 – 22.03.1967);
- епископ Francis Ekka  (29.11.1967 – 24.04.1971) – назначен епископом епархии Райгарха-Амбикапура (сегодня – Епархия Райгарха);
- епископ James Anthony Toppo  (24.04.1971 – 4.05.2004);
- епископ Clement Tirkey (31.01.2006 – по настоящее время).

## Источник
- Annuario Pontificio, Ватикан, 2007
- Булла  Nullam sibi, AAS 44 (1952), стр. 447  (лат.)